# Isatis sabulosa
Isatis sabulosa är en korsblommig växtart som beskrevs av Christian von Steven och Carl Friedrich von Ledebour. Isatis sabulosa ingår i släktet vejdar, och familjen korsblommiga växter. Inga underarter finns listade i Catalogue of Life.